# Josep-Oriol Graus Ribas
Josep-Oriol Graus Ribas (Barcelona 1957) és un compositor i intèrpret de música electroacústica català.

## Biografia
Oriol Graus va néixer a Barcelona el 2 de desembre de 1957, en la infància visqué envoltat de l'art i de la tècnica. Per una banda els dissenys i quadres del seu pare, que fou un dels fundadors del L'Associació de dissenyadors gràfics del Foment de les Arts i el Disseny (ADG-FAD) i per part de la seva mare, en una fàbrica de components mecànics. L'any 1978 es diplomà en Enginyeria Tècnica Industrial a l'Escola Universitària d'Enginyeria Tècnica Industrial de Barcelona, Universitat Politènica de Catalunya.
Després d'una etapa inicial de formació autodidàctica i aconsellat pel guitarrista Toti Soler es formà en la disciplina de guitarra flamenca amb Salvador Camarasa, més tard estudià guitarra clàssica amb Lluís Gàsser 
, al Conservatori Superior Municipal de Música de Barcelona i posteriorment amb Miguel Àngel Cherubito. Paral·lelament estudià harmonia, contrapunt, composició i música electroacústica amb Gabriel Brncic, i informàtica musical amo Lluís Callejo a l'Estudi de música electroacústica Phonos. Assistí a cursos impartits per Luigi Nono, Dieter Schnebel i Josep Maria Mestres Quadreny. Gràcies a unes beques donades per l'Estudi de música electroacústica Phonos va poder treballar en profunditat en el camp de la música electroacústica i mixta.
Els anys 1984 i 1985 viatjà a Nova York on va conèixer al compositor John Cage, la compositora i flautista, Barbara Held, el compositor i improvisador, Wade Matthews i al compositor i cineasta Phill Niblock. Aquesta experiència li va permetre confirmar uns aspectes de la composició musical que seran recurrents al llarg de la seva obra, també va ser l'origen del Concert per a música electroacústica i raigs làser que amb la col·laboració de Mercè Capdevila es va estrenar al Planetari de Barcelona en Festival Grec-85 i de l'obra Que és això? Això és això, per a tres músics, ballarina, quatre magnetòfons, tres projectors de diapositives i catorze altaveus repartits entre el públic que es va estrenar en la I Setmana de música experimental a la sala Metrònom de Barcelona.
El 1986 va rebre una beca per participar en el 33 Internationale Ferienkurse für Neue Musik a Darmstadt. (Alemania) aproximant-se al treball de Brian Ferneyhough, Morton Feldman, Kaija Sahariajo, Emmanuel Nunes i José Evangelista.
Els anys 1987 i 1988 va ser professor del Centre d'Iniciatives i Experimentació per a Joves (CIEJ). Fundació Caixa de Pensions. Va pertànyer al patronat de la Fundació Phonos fins al 1994, Entre 1997 a 2000 va ser vicepresident de l'Associació Catalana de Compositors. Membre fundador de l' Associació de Música Electroacústica d'España (AMEE).
Entre 1980 i 1986 creà un trio de guitarres i guitarres preparades i amplificades on es tocaven les seves obres. Va formar part de diferents formacions d'improvisació lliure, del grup instrumental Phonos de música experimental i del grup de música popular Lahiez.
El 1992 va rebre un encàrrec del Centro para la Difusión de la Música Contemporánea (CDMC) per la creació de Record Perdut Per a conjunt de cambra, (flauta, clarinet, piano, violí violoncel i sintetitzador) amb els instruments amplificats i transformats electrònicament. El 1993 va rebre una beca de la Fundació Phonos per la creació d'una obra mixta amb transformació en directe del so, component La Tolerancia (flauta, clarinet, saxofón, dos ordinadors Next, sintetizador, piano i violoncel).
Des de 1998 fins al 2002 treballà principalment l'orquestra simfònica, compongué Stella fugacis estrenada al 1999 per l'Orquestra Simfònica de Radiotelevisió Espanyola dirigida per Enrique García Asensio i Deseo y Esperanza guanyadora del Vè Premi Andrés Gaos estrenada al 2004 per l'«Orquesta Sinfónica de Galicia» dirigida per Muai Tang.
L'any 2003 va rebre un encàrrec de Radio Nacional de España (RNE) del Centro para la Difusión de la Música Contemporánea (CDMC) per la composició d'una obra radiofònica, estrenada en directe per RNE. Des de l'any 2009, centra el seu treball en la música electroacústica, especialment en projectes de difusió multifocal amb configuracions que van dels 8 als 30 altaveus. En aquest context va ser seleccionat en: El laboratorio del espacio (2010 i 2020). Festival Zeppelin (2016 i 2018), New York City Electroacustic Music Festival 2017 i el XXIII i XXV Festival Punto de Encuentro (2016 i 2018).

## Premis
- I Concurso Musicians' Accord. New York 1985.
- VI Tribuna de Jóvenes Compositores. Fundación Juan March, 1987".[7]
- INFART 90 Fundación "La Caixa".
- IX Premi de Composició Ciutat d'Alcoi per a Música de Cambra. Ajuntament de la Ciutat d'Alcoi. 1992.
- V Premio de Composición Andrés Gaos, Diputación de Galicia. 2004.[8]
- IV Concurso Internacional de Música Electroacústica' Sociedad General de Autores de España. 2004.
- Laboratorio del Espacio 2010. ECIS (Espacio de Creación e Investigación Sonora) del CSIPM (Centro Superior de Investigación y Promoción de la Música) Departamento Interfacultativo de Música. UAM (Universidad Autónoma de Madrid).
- Laboratorio del Espacio 2020. ECIS-CSIPM-UAM

## Obra
Ha treballat diversitat d'estils i de gèneres. El timbre com a material compositiu principal és una constant en la seva obra, així com els fenòmens aleatoris ja siguin des del punt de vista indeterminista com algorítmic. La representació escrita de la seva música instrumental i mixta es mou entre esquemes d'improvisació, partitures gràfiques i escriptura tradicional amb pentagrama en diferents graus de precisió. En el seu catàleg s'hi troben composicions de diferents tècniques i gèneres, minimalista, ambient, dodecafonisme, serialisme integral, música aleatòria. Ha compost des d'un sol instrument fins a l'orquestra simfònica, formacions instrumentals amb electrònica o sense, música electroacústica en viu o gravada i també amb distribució multifocal del so, fins a 30 altaveus, ha creat ambients musicals i espais multidisciplinaris on la composició, a part del so, l'integren la creació d'imatges amb raigs laser, la projecció d'imatges o el moviment del cos humà.

## Cataleg d'obres[9]

### Com autor

#### Orquestra
| Any  | Títol                                                          | Plantilla | Durada |
| ---- | -------------------------------------------------------------- | --- | ------ |
| 1999 | Stella fugacis.                                                | 3 Flautes, 3 Oboès, 3 Clarinets, 3 Fagots, 1 Contrafagot, 4 Trompes, 3 Trompetes, 3 Trombons, 1 Tuba, 2 Percussionistes, 1 Piano,14 Violins I, 12 Violins II, 10 Violes, 8 Violoncels, 6 Contrabaixos. | 23 m   |
| 2003 | Deseo y esperanza. (V Premi de composició musical Andrés Gaos) | 4 Flautes, 4 Oboès, 4 Clarinets, 4 Fagots, 8 Trompes, 4 Trompetes, 4 Trombons, 1 Tuba, 4 Percussionistes,16 Violins I,16 Violins II, 12 Violes,12 Violoncels, 8 Cotrabaixos.                           | 28 m   |

#### Nombre indeterminat d'instruments
| Any  | Títol         | Plantilla                                  | Duració  | versió                                                                              | Durada |
| ---- | ------------- | ------------------------------------------ | -------- | ----------------------------------------------------------------------------------- | ------ |
| 1982 | Textura I.    | Variable                                   | variable | 3 guitarres.                                                                        | 10 m   |
| 1982 | Textura II.   | Nombre indeterminat d'instruments de corda | variable | 3 guitarres.                                                                        | 10 m   |
| 1982 | Textura III.  | Variable                                   | variable | 3 guitarres.                                                                        | 12 m   |
| 1982 | Textura V.    | Variable                                   | variable | 3 guitarres.                                                                        | 8 m    |
| 1983 | Això és això. | Variable                                   | variable | 3 guitarres/guitarres preparades.                                                   | 15 m   |
|      |               |                                            |          | 2 Flautes. Clarinet, Guitarra, Contrabaix.                                          | 15 m   |
| 1988 | Això.         | Variable                                   | variable | 2 Flautes. Guitarra, Contrabaix.                                                    | 6 m    |
| 1990 | El secret.    | Variable                                   | 12 m     | Flauta, Clarinet, Fagot, Piano, Percussió, 2 Violins, Viola, Violoncel, Contrabaix. | 6 m    |

#### Grups de cambra amb o sense electrònica
| Any  | Títol                                                                            | Plantilla | Durada    |
| ---- | -------------------------------------------------------------------------------- | --- | --------- |
| 1980 | Llarga nit.                                                                      | Violí i guitarra.                                                                                              | 9 m       |
| 1982 | Miradaclosa II.                                                                  | 3 Guitarres.                                                                                                   | 20 m      |
| 1983 | Miradaclosa IV. (Premi Musician's Accord 1985)                                   | Quartet de corda.                                                                                              | 9 m       |
| 1984 | Laberintmutant.                                                                  | 2 Sintetitzadors, 2 Sintetitzadors amb seqüènciador digital.                                                   | 12 m      |
|      | Versió any 1986                                                                  | 3 Sintetitzadors, Piano, Clarinet, Contrabaix.                                                                 | 12 m      |
|      | Versió any 1987                                                                  | 2 Sintetitzadors i Piano.                                                                                      | 12 m      |
|      | Versió any 1987                                                                  | 2 Sintetitzadors amb seqüènciador analògic.                                                                    | 12 m      |
| 1984 | Laberintmutant II.                                                               | 2 Percussionistes i música electroacústica enregistrada (dos Canals).                                          | 11 m      |
| 1986 | El secret de l'Alba.                                                             | 3 Sintetitzadors, seqüenciador, Piano, Clarinet, Contrabaix, seqüenciador digital.                             | 23 m      |
| 1986 | Miradaclosa V.                                                                   | 3 Sintetitzadors, Clarinet, Contrabaix i música electroacústica enregistrada (dos Canals).                     | 10 m      |
| 1986 | Sense Tu. (Obra seleccionada en la VI Tribuna de Jóvenes Compositores)           | 2 Flautes, Clarinet, Fagot, Piano,                                                                             | 7 m       |
| 1987 | Miradaclosa VI.                                                                  | Flauta, Oboè, Clarinet, Fagot, Trompa, Percussió, Piano, Violí, Viola, Violoncel.                              | 11 m      |
| 1988 | L'altre estiu.                                                                   | Flauta, Clarinet, Fagot, Trompa, Percussió, Piano, Violí, Violoncel, Contrabaix.                               | 11 m      |
| 1991 | Diferents formes de dir-t’ho.                                                    | Flauta, Clarinet, Piano, Violí, Violoncel.                                                                     | 12 m      |
| 1992 | Record perdut. (Encàrrec del Centro para la Difusión de la Música Contemporánea) | Flauta, Clarinet, Sintetitzador, Piano, Violí, Violoncel tots ells amplificats i transformats electrònicament. | 17 m      |
| 1993 | La Tolerancia. (Encàrrec de la Fundació Phonos)                                  | Flauta, Clarinet, Saxo tenor, 2 Ordinadors, Sintetitzador, Piano, Violoncel. Transformació del so en directo.  | 16 m      |
| 1993 | La màgia de la intuïció.                                                         | Clarinet baix/saxo tenor, percussió i música electroacústica enregistrada (dos canals).                        | 17 m      |
| 1994 | Brainstorming.                                                                   | Flauta de bec Tenor/soprano, Percussió.                                                                        | 12 m      |
| 1994 | Encara més.                                                                      | Flauta, Clarinet, Guitarra, Viola, Violoncel.                                                                  | 18 m      |
| 1994 | Exoir. (IX Premi Ciutat d'Alcoi per Música de Cambra)                            | Flauta, Clarinet, Fagot, Trompa, Percussió. Piano, Violí, Violoncel, Contrabaix.                               | 17 m      |
| 1997 | El temps.                                                                        | Flauta de bec Baixa/Tenor/soprano i Percussió.                                                                 | 17 m      |
| 1998 | Lux nova.                                                                        | Quartet de corda.                                                                                              | 12 m      |
| 2000 | Solosol.                                                                         | Flauta, Clarinet, Percussió, Violoncel, Contrabaix i música electroacústica enregistrada (dos canals).         | 12 m 30 s |
| 2001 | L'esvaniment del temps.                                                          | Flauta, Clarinet, Fagot, Mandolina, Guitarra, Arpa, Piano, Violí, Viola, Violoncel, Contrabaix.                | 14 m 30 s |
| 2002 | Forjats.                                                                         | 2 Trompetes, 2 Trombons, 2 Trompes i música electroacústica enregistrada (dos canals).                         | 14 m      |
| 2006 | Ressonància.                                                                     | Quartet de saxos.                                                                                              | 10 m      |
| 2010 | Un instant en un somni.                                                          | Flauta, Oboè, Clarinet, Fagot, Trompa Violí, Viola, Violoncel, Contrabaix.                                     | 11 m      |
| 2012 | Intangible II.                                                                   | 2 percussionistes i música electroacústica enregistrada (dos canals).                                          | 12 m      |
| 2015 | Intangible VI.I                                                                  | Quartet de corda.                                                                                              | 10 m      |
| 2019 | Re.                                                                              | 7 Violins, 2 Violes, 2 Violoncels, 1 Contrabaix.                                                               | 8 m       |
| 2021 | Ressonància II.                                                                  | Quartet de saxos.                                                                                              | 9 m       |

#### Un instrument amb o sense electrònica
| Any  | Títol                          | Plantilla | Durada   |
| ---- | ------------------------------ | --- | -------- |
| 1982 | Antinòmia.                     | Guitarra | 11 m     |
| 1982 | Acció I.                       | Acció en una guitarra. | 10-14 m  |
| 1982 | Una mica de…                   | Guitarra | 4 m      |
| 1992 | Lletania.                      | Controlador M.I.D.I., sintetitzador i ordinador amb software de control en temps real. Max. Transformació del so en directe | 8 m      |
| 1994 | TriTam.                        | 2 tam-tams i música electroacústica enregistrada (dos canals)                                                               | 12 m     |
| 1995 | Més enllà.                     | Saxo tenor i música electroacústica enregistrada (dos canals)                                                               | 12 m     |
| 1996 | Nunc.                          | Orgue portàtil | 11m      |
| 1997 | Paisatge Interior.             | Versió: Violoncel i música electroacústica enregistrada (dos canals).                                                       | 11m      |
|      |                                | Versió: Flauta de bec i música electroacústica enregistrada (dos canals)                                                    | 11 m     |
| 1999 | En el laberint de l'esperança. | Piano i música electroacústica enregistrada (dos canals)                                                                    | 14m      |
| 2004 | Estiu.                         | Saxofón tenor i música electroacústica enregistrada (dos canals)                                                            | 13 m     |
| 2006 | Fragment I.                    | Piano i música electroacústica enregistrada (dos canals)                                                                    | 3 m      |
| 2006 | Fragment II.                   | Piano i música electroacústica enregistrada (dos canals)                                                                    | 5 m      |
| 2006 | Fragment III.                  | Piano i música electroacústica enristrada (dos canals)                                                                      | 2 m      |
| 2014 | Tritam II.                     | Tam-tam amplificat i música electroacústica enregistrada (vuit canals), difusió octofònica                                  | 12m 30s. |
| 2014 | Intangible III.                | Guitarra elèctrica i tractament electrònic                                                                                  | 20 m     |
| 2016 | Nun.                           | Piano amplificat. | 10 m     |
| 2020 | Subjacent.                     | Piano. | 7 m      |

#### Música electroacústica
| Any  | Títol | Canals     | Durada    |
| ---- | --- | ---------- | --------- |
| 1984 | Laberintmutant. | 2          | 12 m      |
| 1984 | Arasi arano. | 2          | 17 m      |
| 1984 | Sisinosi nonosino. | 2          | 22 m      |
| 1985 | Entre la realitat i el somni. | 2          | 11 m      |
| 1985 | Metanòia. | 2          | 13 m      |
| 1986 | Música per a una coreografia imaginària.                                                                                                   | 2          | 25 m      |
| 1987 | 26.784.003.429 Instants. | 2          | 57 m      |
| 1987 | 31 Dies te Agost. | 2          | 56 m      |
| 1987 | Tardor 87. | 2          | 22 m      |
| 1987 | Textures. | 2          | 14 m      |
| 1988 | El Desig. | 2          | 12 m      |
| 1988 | L’últim laberint. | 2          | 13 m      |
| 1989 | I després…?. | 2          | 17 m      |
| 1990 | La intuïció. | 2          | 5 m       |
| 1990 | Oketus. (Premi INFART 90). | 2          | 10 m      |
| 1990 | La conseqüència. | 2          | 12 m      |
| 1991 | La solitud de l’origen. | versió: 2  | 23 m      |
|      | | versió: 8  | 23 m      |
| 1993 | To boldly … | 2          | 16 m      |
| 1995 | Mosaic. | 2          | 14 m      |
| 1995 | Sense límits. | 2          | 12 m      |
| 1996 | Call-jo. | 2          | 17 m      |
| 1997 | Aqua. | versió: 24 | 13 m      |
|      | | versió: 2  | 10 m      |
| 1997 | L’Esfera Celestial. | 2          | 73 m      |
| 1997 | Borgo zero hores. | 24         | 14 m      |
| 1999 | Hoc Tempore. | 8          | 14 m      |
| 1999 | Anima. | 2          | 15 m      |
| 2002 | Contactos. | 2          | 14 m      |
| 2003 | El expediente desclasificado del Apolo 11. (Encàrrec de Radio Nacional de España i del Centro para la Difusión de la Música Contemporánea) | 2          | 33 m      |
| 2003 | El Sueño. | 2          | 3 m       |
| 2004 | El Bosque Encantado. (Premio Sociedad General de Autores de España 2004)                                                                   | 2          | 13 m      |
| 2004 | Paisage Sonoro Imaginário. | 24         | 10 m      |
| 2010 | Veus. (Obra seleccionada en el Laboratorio del Espacio 2010)                                                                               | versió:18  | 12 m      |
|      | | versió:8   | 12 m      |
| 2011 | Intangible. | 2          | 11 m 46 s |
| 2016 | Octotam. | versió:24  | 11 m 50 s |
|      | | versió: 8  | 11 m 50 s |
|      | | versió: 2  | 11 m 50 s |
| 2017 | Intangible XVI. | versió: 16 | 9 m 36 s  |
|      | | versió: 8  | 9 m 36 s  |
| 2018 | El secret intangible de l’Alba. | versió: 2  | 43 m      |
| 2018 | Conversa Part II. (Obra seleccionada en el Laboratorio del Espacio 2020)                                                                   | versió: 24 | 12 m      |
|      | | versió: 8  | 12 m      |
| 2019 | Conversa Part I. | versió: 18 | 11 m      |
|      | | versió: 2  | 11 m      |
| 2020 | SA2-20. | versió: 8  | 10 m      |
|      | | versió: 2  | 10 m      |

### Com coautor
| Any  | Títol | Fitxa Artística | Durada   |
| ---- | --- | --- | -------- |
| 1983 | Textures i acció | Idea Original: Oriol Graus Oriol Graus, Jordi Russinyol, Antònia Monserrat: Guitarra i guitarres preparades | 60 m     |
| 1985 | Concert per a música electroacústica i raigs làser | Idea Original: Oriol Graus Coautors: Oriol Graus, Mercè Capdevila. Música electroacústica: Oriol Graus, Mercè Capdevila, Raigs làser: Joan Escrich: Projecció planetarium: Josep Casals | 65 m     |
| 1985 | Que és això?. Això és això. (Composició interdisciplinària per a tres músics, ballarina, tres projectors de diapositives i quatre magnetofons de dues pistes. Catorze sortides independents de so amb altaveus situats entre el públic) | Idea original i fotografies; Oriol Graus. Oriol Graus: Guitarra, Guitarres preparades, projector de diapositives i magnetòfon. Alejandro Sanchez: Clarinet, Flauta, Ocarina i magnetòfon. Antònia. Monserrat: Guitarra, Guitarres preparades, projector de diapositives i magnetòfon. Mireia Mestre: coreografia, projector de diapositives i magnetòfon. | 70 m     |
| 1985 | Superficies (Música par a una coreografía d'Avelina Argüelles) | Compañia de Danza Avelina Argüelles. | 6 m      |
| 1986 | Bretxes il·luminacions.(Diapositives projectades en una façana i música electroacústica enregistrada (dos canals)) | Idea Original: Eloi Puig. Coautors: Eloi Puig, Oriol Graus i Mercè Capdevila. Diapositives: Eloi Puig, Xini. Música: Oriol Graus, Mercè Capdevila. | 60 m     |
| 1989 | D’un castell a un altre.(Música electroacústica i raigs làser) | Coautors: Oriol Graus, Mercè Capdevila. Música: Oriol Graus i Mercè Capdevila. Làser: Joan Escrich | 30 m     |
| 1990 | Image. (Música electroacústica i tres raigs làser) | Coautors.Oriol Graus, Joan Romero. | 40 m     |
| 1997 | Agur. | Vídeo: Jordi Barrera i Juan Mª Leiva. Música: Oriol Graus. | 8 m      |
| 2005 | Miradas líquidas. | Vídeo: Daniel Palacios. Música: Oriol Graus. | 3 m      |
| 2006 | Ac sui | Vídeo: Jordi Barrera i Juan Mª Leiva. Música: Oriol Graus. | 19 m     |
| 2007 | Camins d’aigua. (Creació d’un espai sonor en un projecte urbanístic de l’arquitecte Sergio Lopez-Grado Padreny) | Idea Original: Sergio Lopez-Grado Padreny. Disseny sonor: Oriol Graus i Sergio Lopez-Grado Padreny | variable |
| 2007 | Malson. | Video: Juan Campabadal. Actor video: Sergio Bernal. Música: Oriol Graus | 8m 50s   |
| 2008 | Veus a la vora del riu. | Idea original. Joan Puigdellívol. Coautors: Joan Puigdellívol, Oriol Graus, Ariadna Savall, David Escamilla. Ariadna Savall: Veu i arpa. David Escamilla: Textos i veu en off. Oriol Graus: música electroacústica i muntatge electrònic. | 60 m     |
| 2009 | Encontres. (Música electroacústica, video, dansa. Difusió quadrafònica.) | Idea Original: Oriol Graus. Coreografia i interpretació: Ariadna Estalella. Video: Juanma Leiva. Disseny escenari: Lluís Anglés, Juanma Leiva. Músiques electroacústiques: Mercè Capdevila, Jaime Delgado, Sergio Fidemraizer, Oriol Graus, Cruz López De Rego, Victor Vallés.                                                                            | 63 m     |
| 2009 | Encontre. Dansa, video i Música electroacústica, difusió quadrafònica). | Coreografia i interpretación: Ariadna Estalella. Video: Juanma Leiva: Música electroacústica: Oriol Graus. | 12 m     |
| 2010 | Idílico. Música per a una pel·lícula de Man Ray | Idea Original i piano: Jean Pierre Dupuy. Pel·lícula: Man Ray. Música: Oriol Graus | 4m 26s   |

## Discografia
- "La solitud de l'origen". Hyades Arts, DL 1992
- "Various - InfArt '90". Discmedi - ADM 503 1990